# Smittina minima
Smittina minima är en mossdjursart som beskrevs av Powell 1967. Smittina minima ingår i släktet Smittina och familjen Smittinidae. Inga underarter finns listade i Catalogue of Life.